# الجنائز اليونانية القديمة وممارسات الدفن

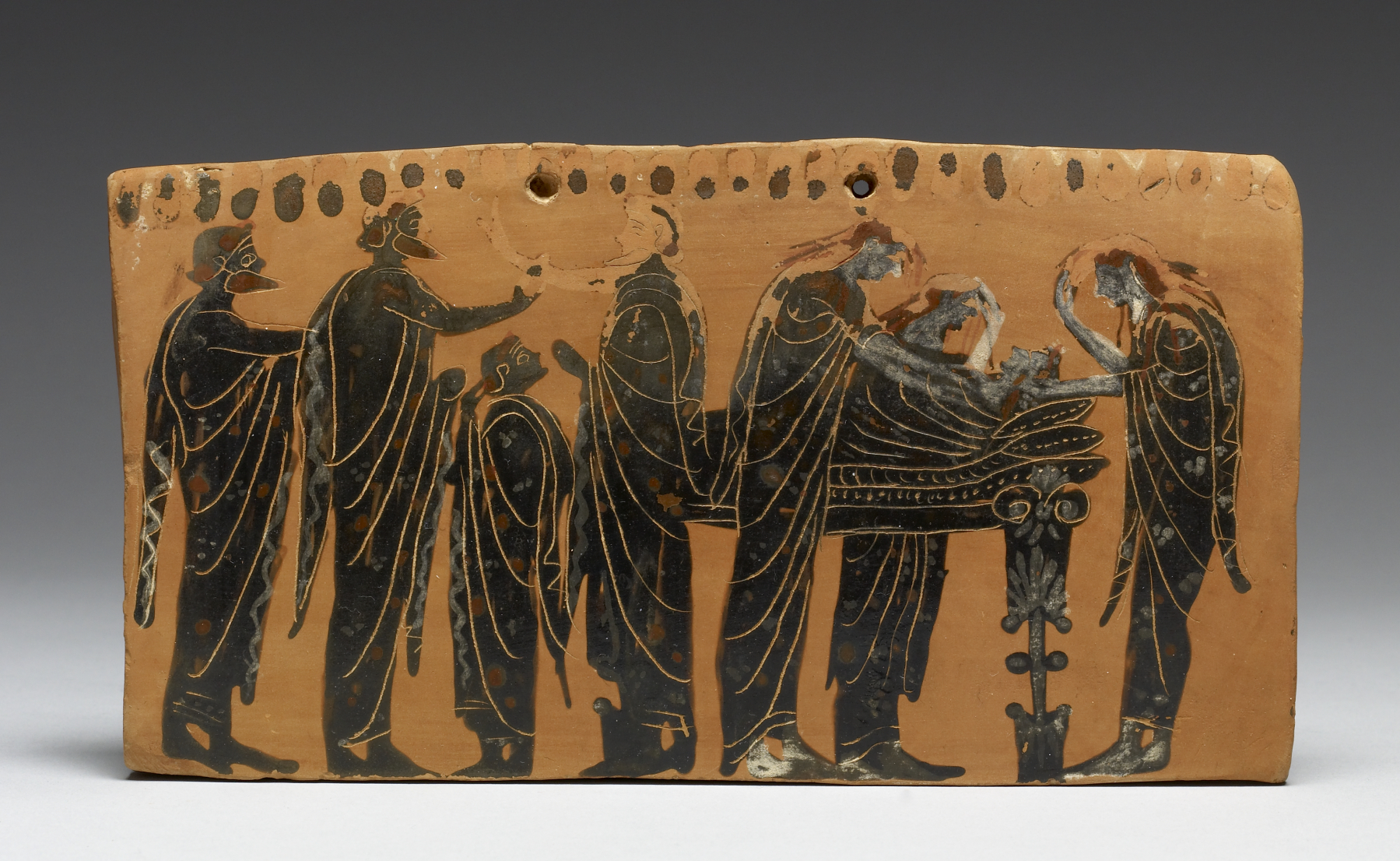

وُثّقت الممارسات الجنائزية اليونانية القديمة على نطاق واسع في السجلات الأدبية والأثرية وفنون اليونان القديمة. تعتبر الاكتشافات المتعلقة بالمدافن مصدرًا مهمًا للثقافة اليونانية القديمة، على الرغم من أن الجنازات اليونانية لم تُوثق جيدًا كتلك التي تخص الرومان القدماء.

## الفترة الموكيانية
مارس الموكيانيون طقوس دفن الأموات وأدوها باستمرار. كانت جثة المتوفى تُحضَر للجنازة ثم يلي ذلك مسيرة إلى مكان الدفن الذي كان عبارة عن قبر منفرد أو مقبرة عائلية. تُصور المواكب والأعراس الطقسية على توابيت الدفن (لارنيكس) من تاناغرا. رُتبت المرفقات الجنائزية مثل المجوهرات والأسلحة والأواني حول الجثة على أرضية القبر. ربما تضمنت طقوس الجنازات الجانبية شرب الخمر وتناول وجبة طعام، إذ تحتوي المقابر على بقايا الطعام والكؤوس المكسورة. يحتوي أحد القبور في ماراثوناس على بقايا أحصنة يُرجح أنها قُدمت كأضاحي في الموقع بعد وصول عربة الجنازة. يبدو أن الموكيانيين مارسوا دفنًا ثانويًا، إذ أُعيد ترتيب المرفقات الجنائزية في القبر لإفساح المجال لدفن جديد. ساد الدفن الجماعي في مقابر الغرف بين الإغريق حتى نحو عام 1100 قبل الميلاد خلال العصر البرونزي.
تقع المقابر الموكيانية بالقرب من المراكز السكنية وتتألف من قبور فردية لأشخاص من العائلات المتواضعة وقبور على هيئة غرف لعائلات النخبة. يعد الثولوس سمة من سمات بناء قبور النخبة الموكيانية. تُصنف المدافن الملكية التي كشف عنها هاينريش شليمان في عام 1874 كأشهر مقابر للموكيانيين. تشير المرفقات الجنائزية التي استخدمت منذ نحو 1550 إلى 1500 قبل الميلاد، أنها كانت محاطة بجدران حتى بعد مرور قرنين ونصف من الزمن تقريبًا، وهذا ما يعد مؤشرًا على استمرار تقديم الولاء لهؤلاء الأسلاف. تشير اللوحة التذكارية التي تصور رجلًا يقود عربة، إلى التقدير الذي حصلت عليه الشجاعة الجسدية في هذه الثقافة.
نظر الإغريق لاحقًا إلى الفترة الموكيانية باعتبارها عصر الأبطال، مثلما هو الحال في ملحمة هوميروس. تركزت عبادة البطل اليوناني على المقابر.

## اليونان العتيقة والكلاسيكية
بدأ الإغريق بعد عام 1100 قبل الميلاد في دفن موتاهم في مقابر فردية بدلًا من المقابر الجماعية. لكن أثينا شكلت استثناءً كبيرًا، فالأثينيون كانوا يحرقون موتاهم ويضعون رمادهم في جرة. أصبحت المقابر اليونانية في أوائل العصور العتيقة أكبر حجمًا، إلا أن كمية المرفقات الجنائزية أخذت بالتناقص. تزامنت هذه البساطة في الدفن مع ظهور الديمقراطية والمساواة العسكرية للتشكيلة السلامية للهوبليت، وأصبحت واضحة خلال الفترة الكلاسيكية المبكرة (القرن الخامس قبل الميلاد). ترافق تراجع الديمقراطية وعودة الهيمنة الأرستقراطية في القرن الرابع، مع المقابر الأكثر روعة التي كانت بمثابة إعلان عن الوضع الاجتماعي لشاغليها، وكانت مقابر المقدونيين المقببة من أبرزها، إذ تميزت بجدرانها المطلية ومرفقاتها الجنائزية الغنية. يعد قبر فيرجينا أفضل مثال على هذه المقابر، ويُعتقد أنه ينتمي إلى فيليب الثاني المقدوني.

### شعائر الجنازة
قد يجهز الشخص المحتضر نفسه من خلال ترتيب الرعاية المستقبلية لأطفاله والصلاة وجمع أفراد الأسرة لوداعهم. تُصور العديد من اللوحات التذكارية الجنائزية المتوفى إما جالسًا أو واقفًا في بعض الأحيان، يمسك بيد أحد الأحياء وغالبًا ما يكون شريكه (الزوج أو الزوجة). وقد يكون طفلهم البالغ الشخص الثالث الذي تصوره اللوحة.
لعبت النساء دورًا رئيسيًا في طقوس الجنازة. فقد كُلفن بتحضير جسد المتوفى من خلال غسله ومسحه وتزينه بأكاليل الزهور. يُترك الفم مفتوحًا في بعض الأحيان ويُختم بعلامة رمزية أو تعويذة، يُشار إليها باسم «عملة خارون المعدنية»، وقد فُسرت على أنها كانت تُوضع من أجل الدفع لمراكب الأموات لنقل الروح من عالم الأحياء إلى عالم الموتى. يُزود أولئك الذين ينضمون للديانات الغامضة بلوحة ذهبية، تُوضع أحيانًا على الشفاه أو على منطقة أخرى من الجسم، تحوي على تعليمات للتنقل في الآخرة والتعامل مع حكام العالم السفلي، هاديس وبيرسيفون.